# Albrecht III van Anhalt
Albrecht III van Anhalt (overleden op 1 augustus 1359) was in 1359 korte tijd vorst van Anhalt-Zerbst. Hij behoorde tot het huis Ascaniërs. 

## Levensloop
Hij was de oudste zoon van vorst Albrecht II van Anhalt-Zerbst en Beatrix van Saksen-Wittenberg, dochter van hertog Rudolf I van Saksen-Wittenberg.
In 1359 werd hij door zijn vader aangesteld tot medevorst van Anhalt-Zerbst, met naast zijn vader ook nog zijn oom Waldemar I als medevorst. Albrecht III stierf echter reeds enkele maanden later. Hierdoor werd zijn jongste broer Johan II de nieuwe erfgenaam van zijn vader, terwijl zijn andere broer Rudolf voor een kerkelijke loopbaan koos.